# Sonic Media
Sonic Media ist ein Verlag für Zeitschriften mit Sitz in Bad Honnef und gehört seit 2012 als Geschäftsbereich zur music support group GmbH in Eichenau.
Sonic Media wurde 2006 von Hans-Günther Beer gegründet und publiziert unter anderem die Zeitschriften Professional Audio und Pictures Magazin. Weitere, ehemals herausgegebene Magazine sind u. a. Der Webdesigner, Bildbearbeiter und Advanced Photoshop.